# Cerodontha kennethi
Cerodontha kennethi är en tvåvingeart som beskrevs av Zlobin 1997. Cerodontha kennethi ingår i släktet Cerodontha och familjen minerarflugor. Inga underarter finns listade i Catalogue of Life.